# کریستوفورو نگری
کریستوفورو نگری (به ایتالیایی: Cristoforo Negri) (۱۸۰۹–۱۸۹۶) جغرافیدان، اقتصاددان و دیپلمات ایتالیایی بود.

## زندگی‌نامه
کریستوفورو نگری در سال ۱۸۰۹ در پادووا به دنیا آمد. او استاد حقوق اساسی در دانشگاه پادووا شد. در پی تحولات سال ۱۸۴۸ او به پیه‌مونته گریخت و در آنجا توسط وینچنزو جوبرتی به بخش کنسولی وزارت امور خارجه منصوب شد. او در این سمت توسط ماسیمو دآزلیو تایید شد. او از سال ۱۸۵۹ مناصب دولتی مختلفی را برعهده داشت که طی آن از شهرهای زیادی در دریای مدیترانه بازدید کرد تا روابط سیاسی و اقتصادی ایتالیا را توسعه دهد.
در سال ۱۸۶۷ نگری یکی از بنیانگذاران انجمن جغرافیایی ایتالیا بود و در چهار سال اول ریاست این انجمن را بر عهده داشت. او از سال ۱۸۷۴ تا ۱۸۷۵ سرکنسول ایتالیا در هامبورگ بود. او پس از بازنشستگی به نمایندگی از کشورش ادامه داد و در کنفرانس ۱۸۷۶ توسط پادشاه بلژیک لئوپولد دوم در مورد تأسیس انجمن بین‌المللی آفریقا، در کنفرانسی در مورد ساخت کانال پاناما، و در کنفرانس برلین ۱۸۸۴-۱۸۸۵ که در آن آفریقا در بین قدرت‌های استعماری اروپایی تثبیت شد، شرکت کرد.
در سال ۱۸۸۰ نگری دوباره رئیس انجمن جغرافیایی شد. او طرح کاوشگر جاکومو باو برای دور زدن قطب جنوب را تایید کرد. اما دولت تازه تأسیس ایتالیا توانایی پرداخت هزینه را نداشت.
نگری در سال ۱۸۹۰ سناتور شد. او در سال ۱۸۹۶ در فلورانس درگذشت.